# 장군 (고려)
장군(將軍)은 고려 때 중앙군 단위부대인 영의 지휘관으로 무반의 세 번째 위치이며 정4품관이었다. 중방과 마찬가지로 장군들만의 회의기관인 장군방이 있었다.
응양군에 1명, 용호군에 2명, 좌우위에 13명, 신호위에 7명, 흥위위에 12명, 금오위에 7명, 천우위에 2명, 감문위에 1명으로 45명이고, 공민왕    독후감때 왕의 친위부대로 조직된 충용4위에 4명까지 하면 총 49명이다.
상업활동은 왕의 정치기반을 안정시키기 위한 왕권강화책의 일환이었는데, 충렬왕은 내탕금으로 원나라에서 장사하는 상인들에게 장군직을 주기도 하였다.

## 배치
상장군의 배치는 2군 6위 중에서 9곳에 각각 배치되어 있다.
1. 응양군:1령
2. 용호군:2령
3. 좌우위(보승:10령,정용:12령)
4. 신호위(보승5령,정용:1령)
5. 흥위위(보승:5령,정용:7령)
6. 금오위(정용:6령, 역령:1령)
7. 천우위(상령:1령,해령:1령)
8. 감문위:1령
9. 충용4위

## 참고 문헌
- 고려사
- 삼국사기
- 삼국유사
- 연려실기술